# Нагнітач

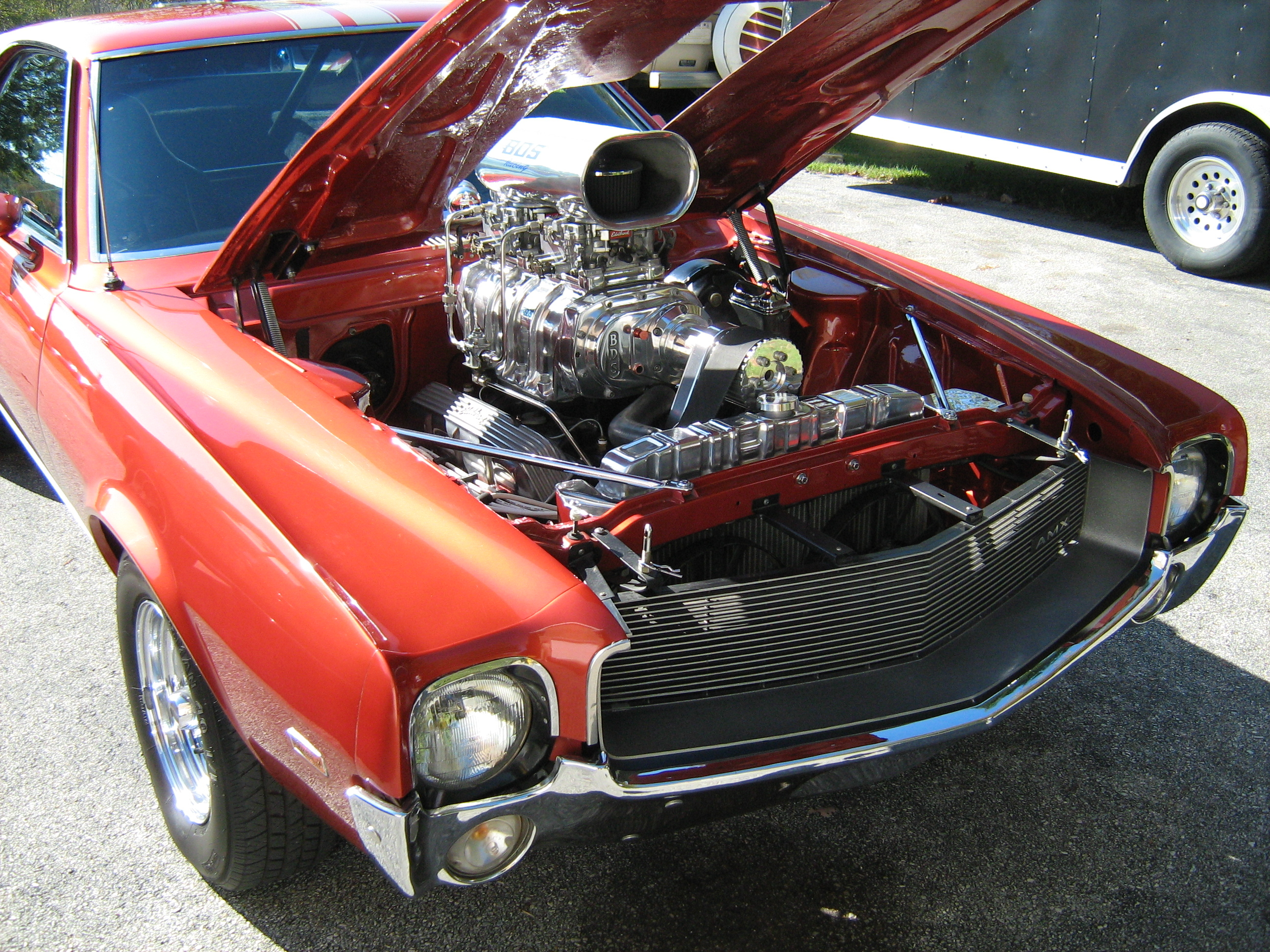
Нагнітач на гоночному двигуні.

Двороторний дволопатевий нагнітач повітря.

Нагнітач (рос. нагнетатель; англ. blower, supercharger, нім. Verdichter m, Luftverdichter m, Pumpe f) — насос для нагнітання повітря, газу, рідини.

## Нагнітач-компресор
Нагнітач-компресор для попереднього стиснення повітря або суміші повітря з паливом, що надходять в циліндри двигуна внутрішнього згоряння і збільшення масового заряду горючої суміші. Підвищується потужність двигуна.
Нагнітач вперше був встановлений на автомобіль німецьким інженером Готтлібом Даймлером в 1885 році. У 1902 році Луї Рено запатентував свою конструкцію нагнітача.
Нагнітачі знайшли широке застосування в поршневих двигунах внутрішнього згоряння для ситуацій, де потрібно примусове забезпечення циліндра повітрям, тобто у двотактних дизелях, або там, де потрібна підвищена питома потужність — в перегонових автомобільних і авіаційних двигунах.

## Суперчарджер
Суперчарджер (компресор Рутса) — механічний нагнітач, що має механічний привод від колінчастого вала. У цьому їхня відмінність від турбонагнітача, що використовує енергію вихлопних газів. Перевага суперчарджерів перед турбонаддувом в тому, що вони починають працювати при холостих обертах, а турбіна починає нагнітати повітря після того, як підніметься тиск вихлопних газів. На двотактних дизелях повітродувка будується з обов'язковим застосуванням механічного нагнітача (сімейство Д100, ЯАЗ-204, ЯАЗ-206).
За допомогою механічного нагнітача можна отримати надбавку в потужності до 50 %, попри те, що частина потужності двигуна витрачається на сам привод нагнітача. Одна з основних переваг механічних нагнітачів — відсутність провалу потужності на перехідних режимах при збільшенні обертів.